# Bitwa o Chyrów
Bitwa o Chyrów – walki toczące się w okolicach miasteczka Chyrów podczas wojny polsko–ukraińskiej pomiędzy wojskami polskimi a oddziałami Armii Halickiej, w dniach od 5 do 16 grudnia 1918 roku.
Utrzymanie Chyrowa było bardzo ważne dla strony ukraińskiej, ponieważ po utracie Przemyśla był on główną stacją kolejową Zachodnioukraińskiej Republiki Ludowej na Kolei Węgiersko–Galicyjskiej, kontrolującą linię kolejową Przemyśl–Zagórz. Dla strony polskiej jego zdobycie umożliwiało połączenie Galicyjskiej Kolei Transwersalnej i linii Przemyśl–Lwów, jak również usuwało zagrożenie ataku na Przemyśl. Z punktu widzenia strategicznego celu otworzenia drugiej linii zaopatrzeniowej do Lwowa bitwa o Chyrów stanowiła kolejny akt po zajęciu Ustrzyk Dolnych, będących poprzednią stacją na tej samej linii kolejowej, przez kompanię por. Stanisława Maczka 20 listopada.
25 listopada porucznik Dudziński zorganizował wypad 2 kompanii z 10 pułku piechoty z 6 karabinami maszynowymi oraz 1 kompanii pułku piechoty Legionów, kompanii żywieckiej, oddziału ułanów i dwóch baterii artylerii, w kierunku Niżankowic. Do walki jednak nie doszło, bo oddziały ukraińskie wycofały się poza Chyrów.
Na początku grudnia nowym dowódcą Wojskowego Okręgu Przemyskiego został gen. Zygmunt Zieliński. Otrzymał on rozkaz przeprowadzenia kontrofensywy w kierunku na Chyrów i Sambor.
5 grudnia 1918 roku Chyrów został zdobyty przez wojska ukraińskie, pomimo dwukrotnej przewagi wojsk polskich. Następnie wojska ukraińskie uderzyły w kierunku Przemyśla. Zostały jednak zatrzymane, a już 11 grudnia nastąpiło polskie kontrnatarcie pod Grochowcami i Hermanowicami. Tego dnia zajęto Grochowce, fort "Optyń" i wzgórze na północ od Hermanowic. 12 grudnia wojsko ukraińskie wycofało się z Hermanowic do Niżankowic. 13 grudnia walki podjęto pod Fredropolem i Niżankowicami. Kontruderzenie ukraińskie z Fredropola w kierunku Darowic została odparte. W związku z tym wojska ukraińskie wycofały się około południa w kierunku południowym i południowo–wschodnim. Grupa składająca się z batalionu piechoty, kompanii karabinów maszynowych i pociągu pancernego zaatakowała i zdobyła po krótkiej walce Niżankowice. Broniące tę miejscowość oddziały ukraińskie zagrożone po zajęciu Fredropola i Kormanic przez wojska polskie od północy do zachodu wycofały się na południowy brzeg Wiaru.
16 grudnia wojska polskie zdobyły Chyrów, po czym linia frontu ustabilizowała się aż do stycznia 1919 roku.
Od 4 listopada 1918 roku na odcinku linii kolejowej Zagórz–Ustrzyki Dolne–Krościenko–Chyrów walczył polski pociąg pancerny "Kozak", którego obsadę stanowiły zmilitaryzowane oddziały kolejarzy z Zagórza. Pod Chyrowem walczył również od 13 grudnia 1918 roku 2 Pułk Strzelców Podhalańskich, dowodzony przez porucznika Karola Matzenauera.